# Coppa Bernocchi 2002
La Coppa Bernocchi 2002, ottantaquattresima edizione della corsa, si svolse il 22 agosto 2002 su un percorso di 199 km. Era valida come evento del circuito UCI categoria 1.3. La vittoria fu appannaggio dell'italiano Daniele Nardello, che terminò la gara in 4h28'42", alla media di 44,592 km/h, precedendo i connazionali Gianluca Bortolami e Matteo Tosatto. L'arrivo e la partenza della gara furono a Legnano.
Sul traguardo di Legnano 100 ciclisti, su 168 partenti, portarono a termine la manifestazione.

## Ordine d'arrivo (Top 10)
| Pos. | Corridore            | Squadra           | Tempo    |
| ---- | -------------------- | ----------------- | -------- |
| 1    | Daniele Nardello     | Mapei             | 4h28'42" |
| 2    | Gianluca Bortolami   | Tacconi Sport     | s.t.     |
| 3    | Matteo Tosatto       | Fassa Bortolo     | s.t.     |
| 4    | Salvatore Commesso   | Saeco             | s.t.     |
| 5    | Alessandro Bertolini | Alessio           | s.t.     |
| 6    | Massimo Giunti       | Acqua & Sapone    | s.t.     |
| 7    | Uroš Murn            | Mobilvetta Design | s.t.     |
| 8    | Luca Paolini         | Mapei             | s.t.     |
| 9    | Mauro Radaelli       | Tacconi Sport     | s.t.     |
| 10   | César García Calvo   | Relax             | s.t.     |